# Кадріорг

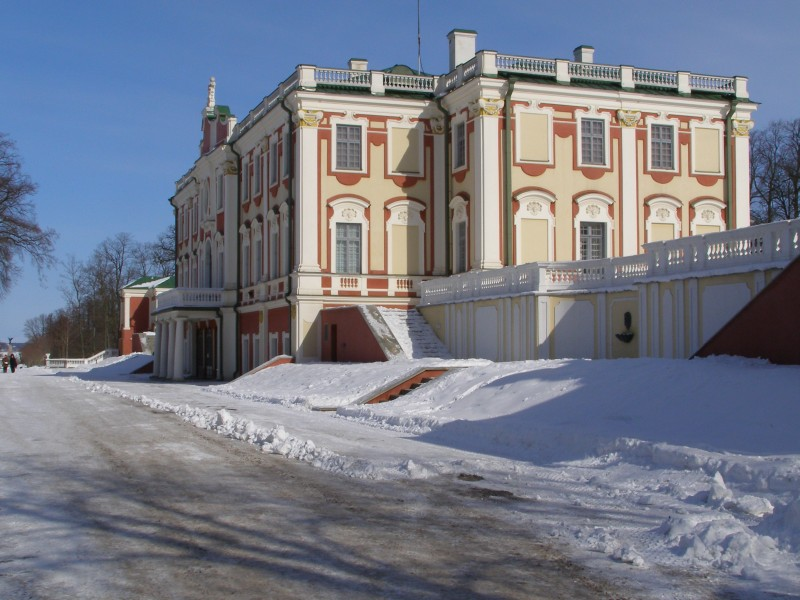
архітектори Гаетано Кьявері та Михайло Земцов. Палац Катериненталь (Кадріорг)

Кадріорг (Екатеріненталь) — бароковий палацово-парковий ансамбль в Таллінні. 
Свою назву Екатеріненталь (Катерінталь нім. мовою — «долина Катерини») отримав на честь дружини Петра I — Катерини I.
Жителі Естонії називають це місце Кадріорг (спрощений естонський переклад — «Екатеріненталь»: (ест. Kadriorg - долина Кадрі)).

## Історія
У ході Північної війни (1700–1721 рр.) Естонія була приєднана до Росії. Ревель капітулював восени 1710 р., а вже в грудні 1711 р. Петро I разом з Катериною вперше відвідав місто. Царю сподобалися околиці Ласнамягі. Звідси, з обриву, відкривався вид на місто та на гавань, що будувалася. У 1714 р. Петро викупив у вдови Дрентельна частину їхнього річного маєтку за 3500 талерів у державну власність. Будинок цього маєтку зберігся і був приведений в порядок та пристосований під резиденцію царя. Цей будинок відомий тепер як будиночок Петра. Скромний будинок був зручним для ночівель і огляду мальовничих околиць, але скромністю розмірів та оформлення аж ніяк не відповідав своєму призначенню.

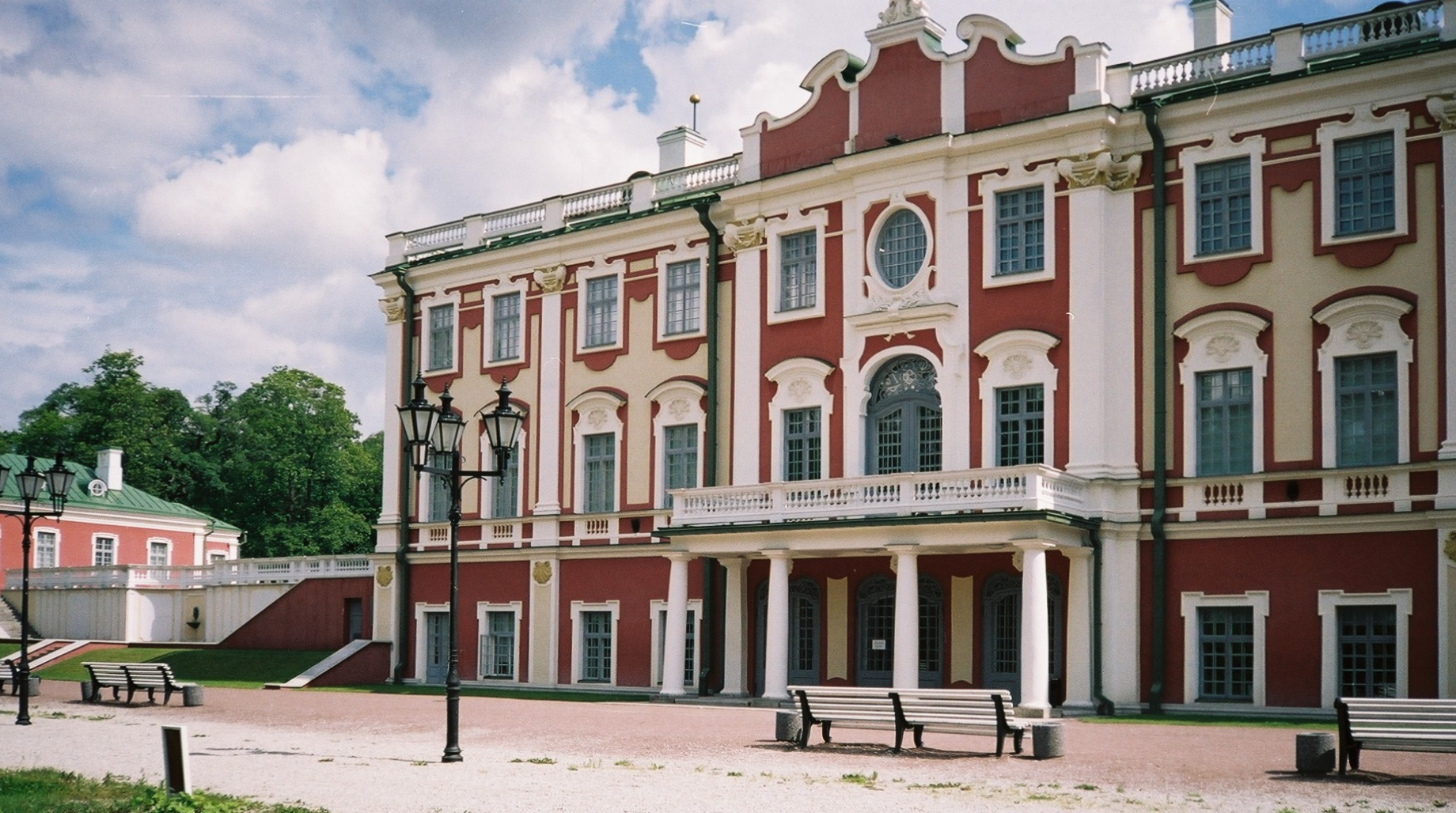
Кадріоргський палац

Закладка нового палацово-паркового ансамблю була розпочата 25 липня 1718 р. за наказом Петра I. Проєкт склав італієць Нікколо Микетті. Будівельними роботами керував його помічник Гаетано Кьявері. У 1720 році за наполяганням Микетті до Ревеля направили Михайла Григоровича Зємцова, який очолював будівництво ансамблю протягом чотирьох років за проєктами і вказівкам Микетті. Починаючи з весни 1721 р., усе будівництво веде один Зємцов, який його і довів до кінця.
Вже в 1719 р., восени, бічні павільйони були покриті черепицею, а до весни 1721 р. було закінчено внутрішнє оздоблення. Незабаром після цього тут деякий час жили Петро I і Катерина. Стіни головного будинку почали зводити в 1720 р., і вже на наступний рік він був підведений під дах. Капітелі фасаду з тесаного каменю, консолі та інші деталі прикрас виготовив ризький скульптор Генріх фон Берген. У липні 1724 р., під час останнього візиту Петра I в Ревель, більша частина внутрішніх приміщень головного будинку була ще в лісах, основні роботи закінчилися в основному до 1727 р.
У 1930-х роках палац був резиденцією глави держави (з 1938 року — президента) Естонії, зараз резиденція знаходиться в будинку поряд з палацом. У 1946–1991 роках палац був головною будівлею Естонського художнього музею. Зараз у ньому знаходиться його філія.

## Парк Кадріорг
Спочатку мав площу близько 100 га. Парк планують відновити в стилі XVIII століття, що включає стрижені дерева. У цьому стилі поки відновлений палацовий сад.
У парку знаходиться будинок-музей Петра I, на межі — сучасна будівля Естонського музею мистецтва (Музей Куму).
Ставки в парку були викопані відразу ж при закладці як для пожвавлення ландшафту, так і для осушення ґрунту. Найстаршими з них були ставок у дворі Маринінського притулку, ставок на північ від теперішньої дороги Кадрі, верхній ставок між палацом і будиночком Петра і нижній, або Лебединий ставок в західній частині парку. Верхній став, як і колишні фонтани і каскади, отримував воду в основному з озера Юлемісте. Посеред ставу був обкладений плитняком острівець. Нижній став отримував воду з ключів, що били у підніжжя Ласнамягі. Ключову воду по підземному водостоку відводили у ставок. Згодом на острівці Нижнього ставу були посаджені дерева і споруджено павільйон. Неподалік від господарських будівель палацу, біля алеї Ронг був викопаний ще один ставок.

## Район Кадріорг
У XIX столітті в районі Екатеріненталя містилося передмістя Ревеля, в народі зване Слободою. Його населяла переважно біднота і він не був популярним місцем відпочинку, попри наявність палацово-паркового ансамблю. Згодом, у міру забудови району житловими будинками та місцями надання послуг, престиж Екатеріненталя починає зростати. Вже в 1832 р. тут відпочивають три дочки царя Миколи I.
У 1880 р. в Екатеріненталі проходило третє Загальне Свято пісні, а у 1934 р. — перші Естонські Ігри, з яких почалася традиція свята танцю.

## Галерея

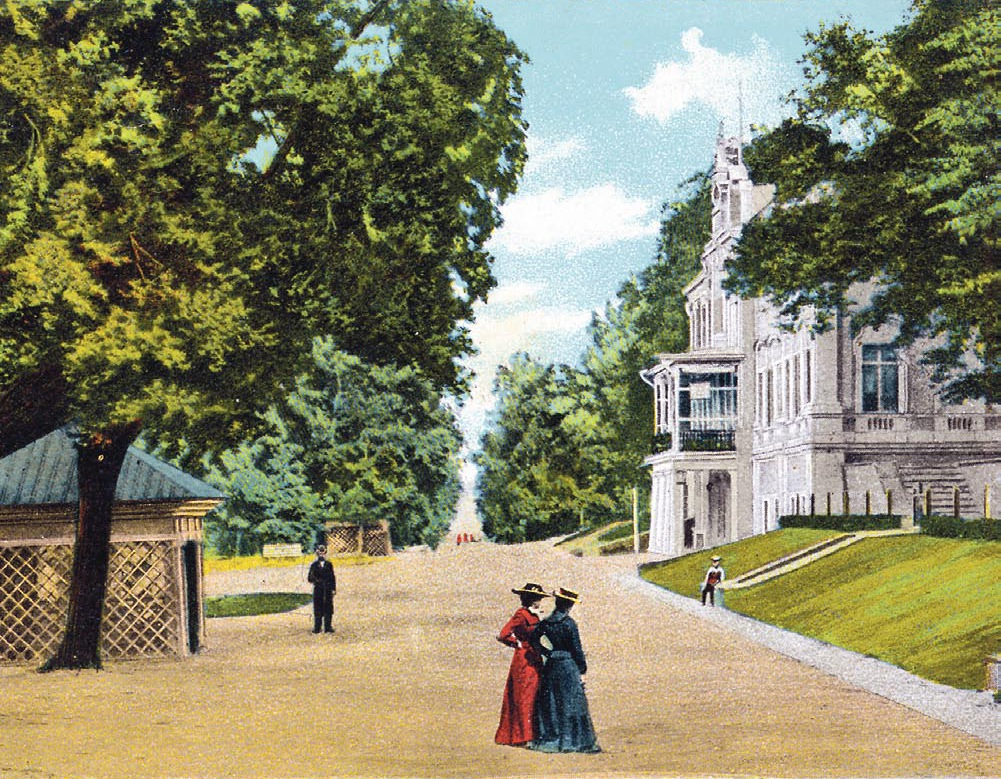
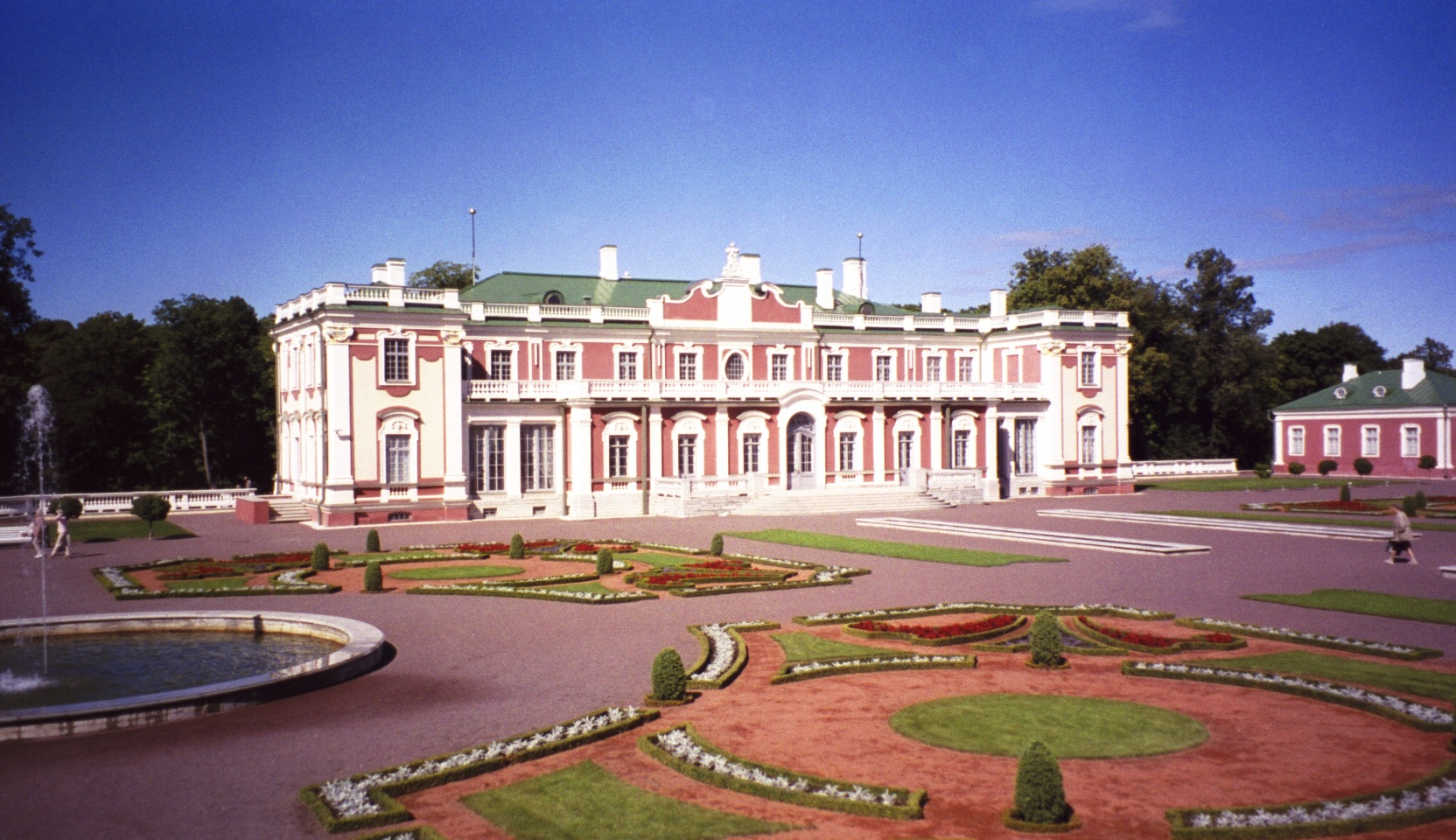
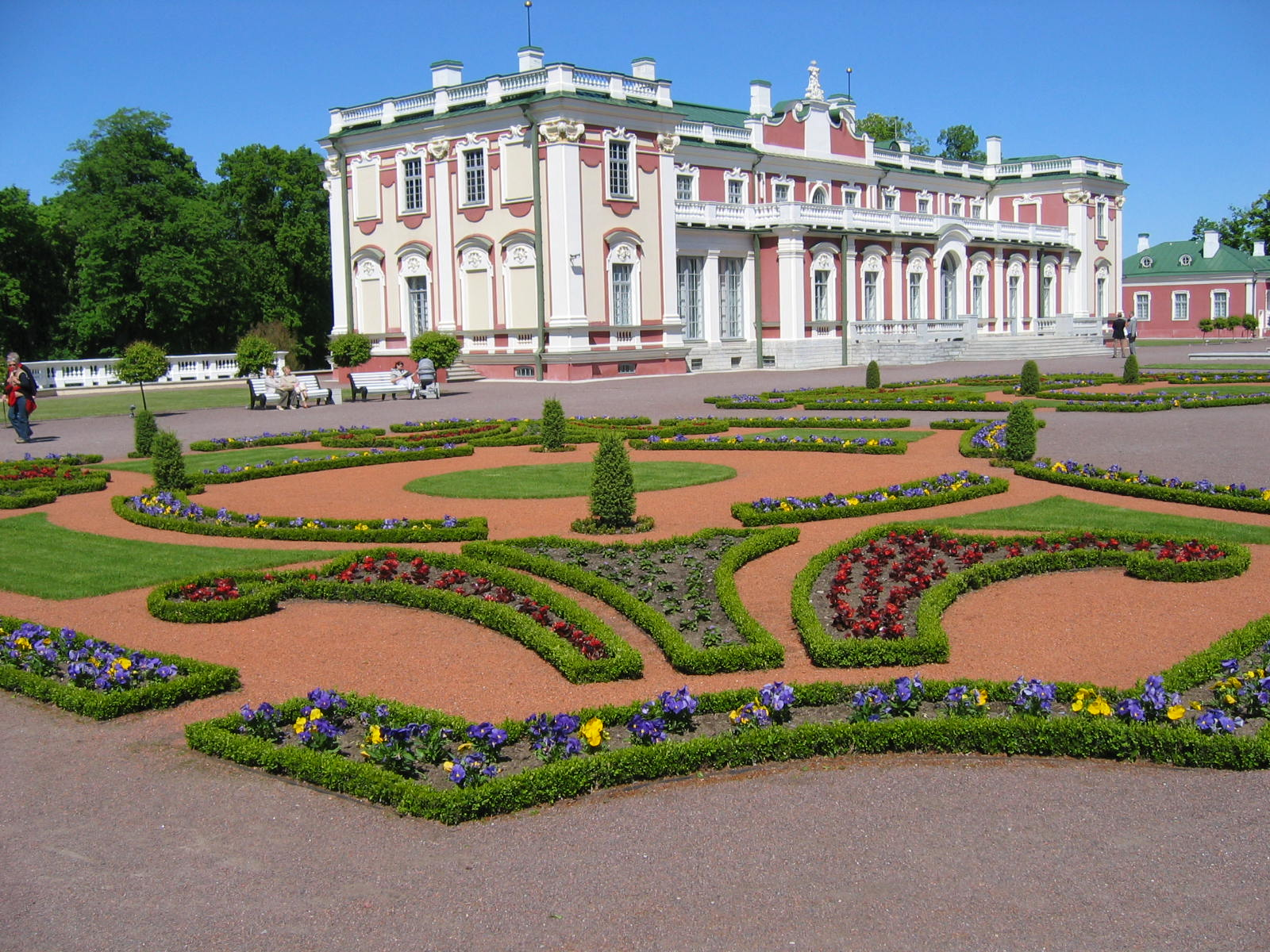
Екатеріненталь 2005